# 方象瑛
方象瑛（1642年10月2日—？），字渭仁，號霞莊，浙江嚴州府遂安縣人。康熙二年癸卯科浙江鄉試第二十七名舉人，康熙六年丁未科會試易經房，中式第40名，殿試二甲36名。

## 生平
九歲能詩，十三歲作《遠山淨賦》，早年與毛際可等友善，個性仁慈耿直，清廉沉靜。康熙六年（1667年）丁未進士，授內閣中書。康熙十八年（1679年）舉博學鴻詞科。授翰林院編修，纂修明史，康熙二十二年（1683年）閏六月，出任四川鄉試主考官，期間留有許多詩文佳作。伺候返京，升侍講。
方象瑛從翰林院侍講退休返鄉之後，原來縣官高昇，縣民聚集在衙門前鼓譟，方象瑛答應將大家的心聲向縣官傳達，縣民才離去。當時縣官送給他黃金當作禮物，方象瑛嚴詞拒絕。後來和從兄方象璜向當朝者呼籲減稅，讓百姓能夠安居樂業。新的縣官來了之後，夜裡餽贈他黃金，希望他不要再談遂安的弊政，他也不接受黃金。後來有一件冤獄，縣官想要殺人立威，象瑛期期以為不可，並要轉交上級重審案件。縣官派人希望他不要再管這個案子，象瑛說：『殺人是為了取媚於官員，天下哪有這種道理！』後來犯人沒有被處決。犯人出獄之後，象瑛避嫌，堅決不見。後來犯人在三來謝，跪拜之後離去。後來遂安人感謝他的恩德，建造思賢祠紀念他。

## 著作
方象瑛著有《健松齋集》、《封長白山記》、《松窗筆乘》、《錦官集》等著作。方亮認為，方象瑛在四川時記載景物，感時憑弔的作品《錦官集》，可與著名詩人王士禎《蜀道集》同時稱頌。